# Języki izolujące
Języki izolujące – języki, w których o funkcji gramatycznej i składniowej wyrazu nie decydują końcówki fleksyjne, jak w językach fleksyjnych, ani monofunkcyjne afiksy, jak w językach aglutynacyjnych, lecz głównie pozycja danego wyrazu w zdaniu. W językach izolujących większość pojedynczych morfemów może pełnić funkcję samodzielnych wyrazów.
Istotną cechą języków izolujących jest nieodmienność wyrazów; mówi się wręcz, że w tych językach słowo jest tożsame z morfemem. Języki wyrażające znaczenia gramatyczne przy użyciu samodzielnych leksemów są nazywane językami analitycznymi; niekiedy nazwy „języki izolujące” i „języki analityczne” bywają używane wymiennie, jako opozycyjne wobec języków syntetycznych.
Języki takie trudno znaleźć w czystej postaci, choć jako typowy przykład podaje się klasyczny język chiński, gdyż współczesny chiński ma już pewne cechy aglutynacyjne. Innymi przykładami są: wietnamski, joruba, języki tajskie oraz wiele języków Sudanu i Ameryki. W większości są one językami prozodycznymi, intonacyjnymi, w których rozbudowany jest system cech dystynktywnych sylaby. Sylaby pełnią funkcję morfemów semantycznych i syntaktycznych. Mają charakter bezwyrazowy; przy ich opisie termin „wyraz” jest zbędny, chociaż bywa używany w znaczeniu „morfem” lub „człon syntaktyczny”. Nie można w ich przypadku mówić o morfologii w tradycyjnym znaczeniu tego słowa. W językach izolujących dominujące wykładniki kategorialne to: pozycja nieodmiennego wyrazu o znaczeniu leksykalnym w stosunku do innych wyrazów o znaczeniu leksykalnym oraz luźne morfemy lub wyrazy posiłkowe (również bimorfemiczne czy polimorfemiczne), które zawierają znaczenie gramatyczne.
Francuski i angielski wykazują cechy analityczne, choć niekoniecznie są zaliczane do języków izolujących. Pojęcia te nie zawsze są ściśle rozróżniane. Języki izolujące mogą być rozumiane jako skrajny typ języków analitycznych; kładzie się nacisk na praktyczny brak morfologii w językach izolujących oraz fakt, że wyrazy w nich mają postać pojedynczych morfemów. W analitycznym języku angielskim morfologia odgrywa stosunkowo niewielką rolę, lecz liczba morfemów na wyraz jest w nim większa niż w językach izolujących takich jak wietnamski.